# Jiří Veselý
Jiří Veselý (* 10. Juli 1993 in Příbram) ist ein tschechischer Tennisspieler.

## Karriere
Veselý spielt seit seinem fünften Lebensjahr Tennis und kann auf eine sehr erfolgreiche Juniorenkarriere zurückblicken. Mit Oliver Golding gewann er 2010 bei den Olympischen Jugend-Sommerspielen in Singapur die Goldmedaille im Doppel, im Einzel erreichte er dort das Achtelfinale. 2011 gewann er im Einzel und im Doppel die Australian Open und stand zudem bei den US Open in beiden Wettbewerben im Finale. In Wimbledon erreichte Veselý 2011 ein weiteres Finale. Er führte auch für längere Zeit die Weltrangliste der Junioren an.
2009 begann er mit den ersten Turnieren auf der ITF Future Tour, auf denen er bisher neun Einzel- und fünf Doppeltitel gewann. Seinen ersten Titel auf der ATP Challenger Tour gewann er am 14. April 2013 mit einem Zweisatzsieg über den Deutschen Simon Greul in Mersin. Gut einen Monat später folgte bereits sein zweiter Challenger-Titel, als er im Finale der Prosperita Open in Ostrava Steve Darcis besiegte.
Veselý wurde im Laufe seiner Karriere von mehreren Trainern betreut. 2019 ist – nach Verletzungen und einem Formtief – der aktuelle Kapitän der tschechischen Davis-Cup-Mannschaft Jaroslav Navrátil sein Trainer. Als zweiter Trainer Veselýs arbeitet Dušan Lojda. Offizieller Wohnort des Spielers ist Ra’s al-Chaima, Vereinigte Arabische Emirate.	

### Davis Cup
Für die tschechische Davis-Cup-Mannschaft bestritt Veselý im Februar 2013 gegen die Schweiz seine erste Partie. Er verlor das nicht mehr spielentscheidende Einzel gegen Henri Laaksonen mit 6:0, 3:6 und 1:6. Im Halbfinale gegen Argentinien verlor er ebenfalls die letzte Begegnung gegen Leonardo Mayer in zwei Sätzen. Für die Begegnung im Finale gegen Serbien, das die tschechische Auswahl mit 3:2 gewann, stand er nicht mehr im Kader.

## Erfolge
| Legende (Anzahl der Siege)  |
| Grand Slam                  |
| ATP World Tour Finals       |
| ATP World Tour Masters 1000 |
| ATP World Tour 500          |
| ATP World Tour 250 (4)      |
| ATP Challenger Tour (10)    |

| ATP-Titel nach Belag |
| Hartplatz (3)        |
| Sand (1)             |
| Rasen (0)            |

### Einzel

#### Turniersiege

##### ATP World Tour
| Nr. | Datum           | Turnier  | Belag     | Finalgegner      | Ergebnis       |
| --- | --------------- | -------- | --------- | ---------------- | -------------- |
| 1.  | 17. Januar 2015 | Auckland | Hartplatz | Adrian Mannarino | 6:3, 6:2       |
| 2.  | 8. Februar 2020 | Pune     | Hartplatz | Jahor Herassimau | 7:62, 5:7, 6:3 |

##### ATP Challenger Tour
| Nr. | Datum            | Turnier              | Belag         | Finalgegner       | Ergebnis        |
| --- | ---------------- | -------------------- | ------------- | ----------------- | --------------- |
| 1.  | 14. April 2013   | Mersin               | Sand          | Simon Greul       | 6:1, 6:1        |
| 2.  | 5. Mai 2013      | Ostrava              | Sand          | Steve Darcis      | 6:4, 6:4        |
| 3.  | 4. August 2013   | Liberec              | Sand          | Federico Delbonis | 6:72, 7:67, 6:4 |
| 4.  | 7. Juni 2014     | Prostějov (1)        | Sand          | Norbert Gombos    | 6:2, 6:2        |
| 5.  | 6. Juni 2015     | Prostějov (2)        | Sand          | Laslo Đere        | 6:4, 6:2        |
| 6.  | 10. Juni 2017    | Prostějov (3)        | Sand          | Federico Delbonis | 5:7, 6:1, 7:5   |
| 7.  | 3. November 2019 | Eckental             | Teppich (i)   | Steve Darcis      | 6:4, 4:6, 6:3   |
| 8.  | 10. Oktober 2021 | Mouilleron-le-Captif | Hartplatz (i) | Norbert Gombos    | 6:4, 6:4        |
| 9.  | 12. Mai 2024     | Prag                 | Sand          | Gauthier Onclin   | 6:2, 3:6, 7:63  |

#### Finalteilnahmen
| Nr. | Datum            | Turnier  | Belag     | Finalgegner            | Ergebnis    |
| --- | ---------------- | -------- | --------- | ---------------------- | ----------- |
| 1.  | 26. April 2015   | Bukarest | Sand      | Guillermo García López | 6:75, 6:711 |
| 2.  | 26. Februar 2022 | Dubai    | Hartplatz | Andrei Rubljow         | 3:6, 4:6    |

### Doppel

#### Turniersiege

##### ATP World Tour
| Nr. | Datum            | Turnier  | Belag         | Partner          | Finalgegner                  | Ergebnis  |
| --- | ---------------- | -------- | ------------- | ---------------- | ---------------------------- | --------- |
| 1.  | 19. Oktober 2014 | Moskau   | Hartplatz (i) | František Čermák | Sam Groth Chris Guccione     | 7:62, 7:5 |
| 2.  | 7. Mai 2017      | Istanbul | Sand          | Roman Jebavý     | Tuna Altuna Alessandro Motti | 6:0, 6:0  |

##### ATP Challenger Tour
| Nr. | Datum         | Turnier | Belag | Partner      | Finalgegner           | Ergebnis |
| --- | ------------- | ------- | ----- | ------------ | --------------------- | -------- |
| 1.  | 14. Juni 2014 | Prag    | Sand  | Roman Jebavý | Lee Hsin-han Zhang Ze | 6:1, 6:3 |

#### Finalteilnahmen
| Nr. | Datum         | Turnier | Belag | Partner      | Finalgegner                  | Ergebnis |
| --- | ------------- | ------- | ----- | ------------ | ---------------------------- | -------- |
| 1.  | 21. Juli 2018 | Umag    | Sand  | Roman Jebavý | Robin Haase Matwé Middelkoop | 4:6, 4:6 |

## Abschneiden bei Grand-Slam-Turnieren

### Herreneinzel
| Turnier         | 2012 | 2013 | 2014 | 2015 | 2016 | 2017 | 2018 | 2019 | 2020 | 2021 | 2022 | 2023 | 2024 | Karriere |
| --------------- | ---- | ---- | ---- | ---- | ---- | ---- | ---- | ---- | ---- | ---- | ---- | ---- | ---- | -------- |
| Australian Open | Q1   | —    | 1    | 1    | 1    | 1    | 2    | 1    | —    | 2    | 1    | —    | 1    | 2        |
| French Open     | —    | 1    | 2    | 1    | 2    | 3    | 1    | 1    | 2    | 1    | 1    | 1    | —    | 3        |
| Wimbledon       | —    | Q2   | 3    | 2    | AF   | 2    | AF   | 3    |      | 2    | 3    | 2    | Q2   | AF       |
| US Open         | —    | 1    | 1    | 3    | 2    | 1    | —    | 1    | 1    | 1    | 1    | 3    | —    | 3        |

Zeichenerklärung: S = Turniersieg; F, HF, VF, AF = Einzug ins Finale / Halbfinale / Viertelfinale / Achtelfinale; 1, 2, 3 = Ausscheiden in der 1. / 2. / 3. Hauptrunde; Q1, Q2, Q3 = Ausscheiden in der 1. / 2. / 3. Qualifikationsrunde; nicht ausgetragen

### Herrendoppel
| Turnier         | 2013 | 2014 | 2015 | 2016 | 2017 | 2018 | 2019 | 2020 | 2021 | 2022 | Karriere |
| --------------- | ---- | ---- | ---- | ---- | ---- | ---- | ---- | ---- | ---- | ---- | -------- |
| Australian Open | —    | —    | 1    | 2    | 1    | 1    | —    | —    | 1    | 1    | 2        |
| French Open     | —    | —    | 2    | 1    | AF   | 1    | —    | 1    | —    | 1    | AF       |
| Wimbledon       | —    | 2    | 1    | —    | 1    | —    | —    |      | 1    | —    | 2        |
| US Open         | 2    | 2    | 2    | —    | 1    | —    | —    | —    | —    | 1    | 2        |

### Junioreneinzel
| Turnier         | 2010 | 2011 | Karriere |
| --------------- | ---- | ---- | -------- |
| Australian Open | 2    | S    | S        |
| French Open     | 1    | 1    | 1        |
| Wimbledon       | AF   | AF   | AF       |
| US Open         | VF   | F    | F        |

### Juniorendoppel
| Turnier         | 2010 | 2011 | Karriere |
| --------------- | ---- | ---- | -------- |
| Australian Open | AF   | S    | S        |
| French Open     | —    | VF   | VF       |
| Wimbledon       | 1    | F    | F        |
| US Open         | F    | HF   | F        |